# Ronaldo Kemble
Ronaldo Kemble (Nieuw-Nickerie, 24 juli 1997) is een Surinaams voetballer die speelt als verdediger voor de Surinaamse club SV Transvaal.

## Carrière
Kemble speelt sinds 2017 voor de Surinaamse club SV Transvaal. 
Op 23 maart 2019 werd hij voor het eerst opgeroepen voor Suriname.